# Cyprus Juniors 2014
Das Cyprus Juniors 2014 fand als bedeutendstes internationales Nachwuchsturnier von Zypern im Badminton vom 31. Oktober bis zum 2. November 2014 in Nicosia statt. Es war die erste Auflage der Veranstaltung.

## Sieger und Platzierte
| Disziplin    | Gold                                  | Silber                                 | Bronze                              |
| ------------ | ------------------------------------- | -------------------------------------- | ----------------------------------- |
| Herreneinzel | Collins Valentine Filimon             | Petr Beran                             | Wolfgang Gnedt                      |
| Herreneinzel | Collins Valentine Filimon             | Petr Beran                             | Yonathan Levit                      |
| Dameneinzel  | Tereza Švábíková                      | Eleni Christodoulou                    | Maria Eleni Rougkliou               |
| Dameneinzel  | Tereza Švábíková                      | Eleni Christodoulou                    | Stephanie Pinhary                   |
| Herrendoppel | Petr Beran Vojtěch Lapáček            | Elias Nicolaou Kyriacos Pissis         | Philippos Kneknas Yonathan Levit    |
| Herrendoppel | Petr Beran Vojtěch Lapáček            | Elias Nicolaou Kyriacos Pissis         | Marios Neophytou Stavros Neophytou  |
| Damendoppel  | Eleni Christodoulou Stephanie Pinhary | Aristea Apostolidou Irini Gougleri     | Valeria Kalinina Anastasia Malkova  |
| Damendoppel  | Eleni Christodoulou Stephanie Pinhary | Aristea Apostolidou Irini Gougleri     | Maria Ellina Anastasia Kchatap      |
| Mixed        | Vojtěch Lapáček Tereza Švábíková      | Collins Valentine Filimon Ioana Ionica | Elias Nicolaou Eleni Christodoulou  |
| Mixed        | Vojtěch Lapáček Tereza Švábíková      | Collins Valentine Filimon Ioana Ionica | Philippos Kneknas Stephanie Pinhary |